# Bothremydidae
Famille
Les Bothremydidae forment une  famille éteinte de tortues appartenant au sous-ordre des Pleurodira et à l'ordre des Testudines. Les pleurodires (Pleurodira) sont caractérisés par leur manière de tourner leur cou pour rentrer la tête dans leur carapace : ils doivent plier leur cou sur le côté, formant ainsi un S horizontal.
Cette famille a disparu à l'Oligocène ou au Miocène.
Les Bothremydidae vivaient en général en eau douce, mais plusieurs espèces étaient marines, sans avoir de rapport avec les tortues de mer actuelles.

## Liste des sous-familles et tribus
La famille est classiquement divisée en deux sous-familles : les Bothremydinae et les Kurmademydinae, plus un certain nombre de tribus :
- Sous-famille des Bothremydinae Gaffney et al. 2006[4].
  - Tribu des Bothremydini Gaffney et al., 2006
    - Sous-tribu des Bothremydina Gaffney et al., 2006
      - Araiochelys Gaffney et al., 2006
        - Araiochelys hirayamai Gaffney et al., 2006

      - Bothremys Leidy, 1865[5] (synonyme : Karkaemys)
        - Bothremys arabicus (Zalmout et al., 2005)
        - Bothremys cooki Leidy, 1865
        - Bothremys kellyi Gaffney et al., 2006
        - Bothremys maghrebiana Gaffney et al., 2006

      - Chedighaii Gaffney et al., 2006
        - Chedighaii barberi (Schmidt, 1940)
        - Chedighaii hutchisoni Gaffney et al., 2006

      - Rosasia Costa, 1940
        - Rosasia soutoi Carrington da Costa, 1940

      - Inaechelys Carvalho, 2016
        - Inaechelys pernambucensis Caralho, 2016

      - Zolhafah Lapparent de Broin et Werner, 1998[6]
        - Zolhafah bella Lapparent de Broin et Werner, 1998

    - Sous-tribu Foxemydina Gaffney et al., 2006
      - Elochelys Nopsca, 1931
        - Elochelys convenarum Laurent et al., 2002
        - Elochelys perfecta Nopsca, 1931

      - Foxemys Tong et al., 1998[7]
        - Foxemys mechinorum Tong et al., 1998[7]

      - Polysternon Portis, 1882[8]
        - Polysternon atlanticum Lapparent de Broin et Murelaga, 1996[9]
        - Polysternon provinciale (Matheron, 1869)

      - Puentemys Cadena et al., 2012
        - Puentemys mushaisaensis Cadena et al., 2012

  - Tribu Taphrosphyini Gaffney et al., 2006
    - Sous-tribu Nigermydina Gaffney et al., 2006
      - Arenila Lapparent de Broin et Werner, 1998[6]
        - Arenila krebsi Lapparent de Broin et Werner, 1998

    - Sous-tribu des Taphrosphyina Gaffney et al., 2006
      - Azabbaremys Gaffney et al., 2001[10]
        - Azabbaremys moragjonesi Gaffney et al., 2001

      - Phosphatochelys Gaffney et Tong, 2003
        - Phosphatochelys tedfordi Gaffney et Tong, 2003

      - Rhothonemys Gaffney et al., 2006
        - Rhothonemys brinkmani Gaffney et al., 2006

      - Taphrosphys Cope, 1869 (synonymes : Amblypeza, Bantuchelys, Prochonias)	
        - Taphrosphys congolensis (Dollo, 1912)
        - Taphrosphys dares Hay, 1908 (nomen dubium)
        - Taphrosphys ippolitoi Gaffney et al., 2006
        - Taphrosphys sulcatus (Leidy, 1856)

      - Ummulisani Gaffney et al., 2006
        - Ummulisani rutgersensis Gaffney et al., 2006

      - Crassachelys (nomen dubium)
        - Crassachelys neurirregularis Bergounioux, 1952[11]

      - Eusarkia (nomen dubium)
      - Gafsachelys Stefano, 1903 (nomen dubium)
      - Labrostochelys Gaffney et al., 2006
        - Labrostochelys galkini Gaffney et al., 2006

  - Tribu des Cearachelyini Gaffney et al., 2006
    - Cearachelys Gaffney et al.,
      - Cearachelys placidoi Gaffney et al., 2001

    - Galianemys Gaffney et al., 2002[12]
      - Galianemys emringeri Gaffney et al., 2002
      - Galianemys whitei Gaffney et al., 2002

- Sous-famille des Kurmademydinae Gaffney et al., 2006
  - Tribu desKurmademydini Gaffney et al. 2006
    - Kinkonychelys Gaffney et al., 2009
      - Kinkonychelys rogersi Gaffney et al., 2009

    - Kurmademys Gaffney et al., 2001
      - Kurmademys kallamedensis Gaffney et al., 2001

    - Sankuchemys Gaffney et al., 2003
      - Sankuchemys sethnai Gaffney et al., 2003

## Phylogénie
Le cladogramme établi par Gaffney, Tong et Meylan en 2006 montre une classification différente avec la sous-famille des Kurmademydinae reléguée au rang de tribu : Kurmademydini : 
- - Chelidae
  - 
    - Pelomedusoides
    - 
      - 
        - Araripemys
        - Pelomedusidae

      - 
        - Euraxemydidae
          - Dirqadium
          - Euraxemys

        - Podocnemidioidea
          - Podocnemidinura
          - Bothremydidae
            - Kurmademydini
              - Kurmademys
              - Sankuchemys

            - Bothremydinae
              - Cearachelyini
                - Galianemys
                - Cearachelys

              - Bothremyodda
                - Bothremydini
                  - 
                    - Foxemys (=Polysternon)
                    - Polysternon

                  - 
                    - Zolhafah
                    - 
                      - Rosasia
                      - 
                        - Araiochelys
                        - 
                          - 
                            - Chedighaii hutchisoni
                            - Chedighaii barberi

                          - 
                            - 
                              - Bothremys cooki
                              - Bothremys magrhebiana

                            - 
                              - Bothremys kellyi
                              - Bothremys arabicus

                - Taphrosphyini
                  - 
                    - Nigeremys
                    - Arenila

                  - 
                    - Azabbaremys
                    - 
                      - Labrostochelys
                      - 
                        - Taphrosphys
                        - 
                          - Rhothonemys
                          - 
                            - Phosphatochelys
                            - Ummulisani